# Eraxasilus potamon
Eraxasilus potamon är en tvåvingeart som först beskrevs av Walker 1851.  Eraxasilus potamon ingår i släktet Eraxasilus och familjen rovflugor.
Artens utbredningsområde är Paraguay. Inga underarter finns listade i Catalogue of Life.